# Roeux British Cemetery
Le Rœux British Cemetery   est un cimetière militaire de la Première Guerre mondiale, situé sur le territoire de la commune de Rœux, dans le département du Pas-de-Calais, à l'est d'Arras.

## Localisation
Ce cimetière est situé à 1 km à l'ouest de la commune mais il n'est accessible que depuis Fampoux par un chemin de terre en sous-bois  Le Chemin des deux cimetières  qui se termine en cul-de-sac. On passe d'abord devant le Crump Trench British Cemetery et 300 m plus loin on atteint le Rœux British Cemetery.

## Histoire

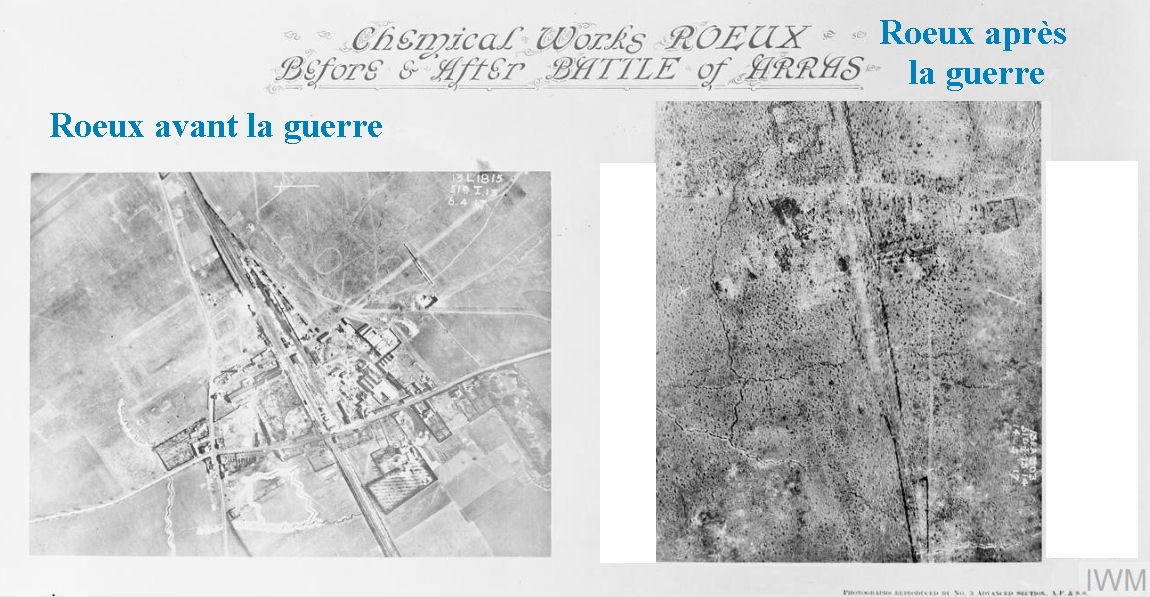
Vue aérienne de Roeux avant et après la guerre.

Roeux est occupé par les troupes allemandes dès fin août 1914 et le secteur marquera la fin de la progression allemande devant Arras.
En avril 1917, les alliés lancent la Bataille d'Arras en vue de reconquérir le secteur. Les Allemands avaient  construit  un système de grottes et de fortifications qui ont contribué à rendre la capture de  Roeux exceptionnellement difficile. La 9e division écossaise échoua d'abord le 12 avril. Les usines chimiques proches de la gare furent prises  le 22 avril et, après des combats incessants et le village, entièrement détruit du fait des bombardements incessants, fut nettoyé par la même division le 14 mai. L'usine chimique fut perdue le 16 mai et fut finalement prise par la 51e Division le 26 août suivant.
Le secteur sera de nouveau perdu fin mars 1918 lors de l'Offensive du printemps de l'armée allemande, puis repris définitivement fin août suivant.
Le cimetière britannique de Roeux a été commencé par des unités combattantes entre avril et novembre 1917. Il comporte les tombes de 349 soldats britanniques dint 30 sont non identifiés
,.

## Caractéristiques
Ce  cimetière a un plan rectangulaire de 50 m sur 15. Il est entièrement clos d'une muret de silex.

## Sépultures
| Pays        | Sépultures |
| ----------- | ---------- |
| Royaume-Uni | 349        |

## Galerie

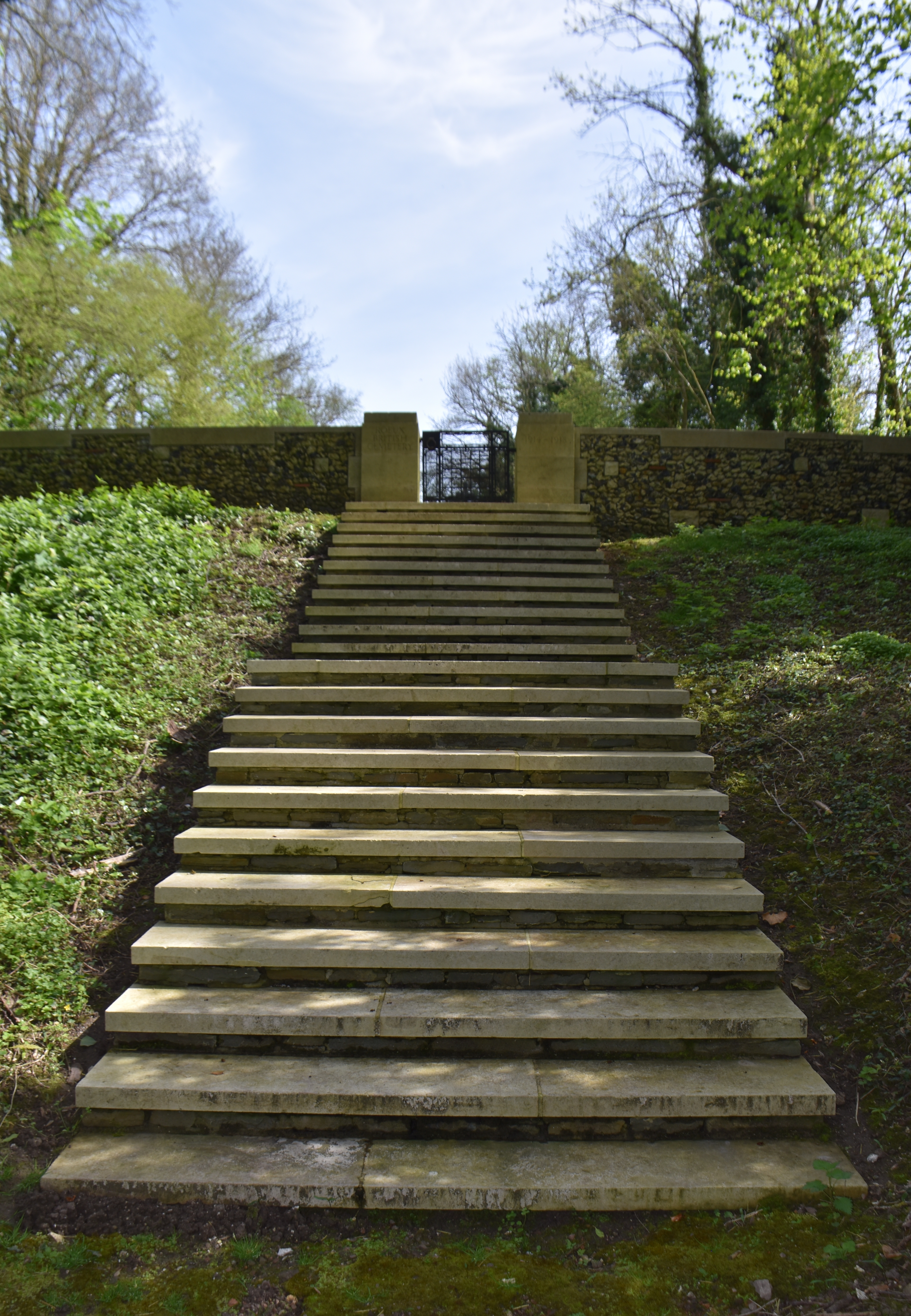
Escalier d'accès au cimetière.
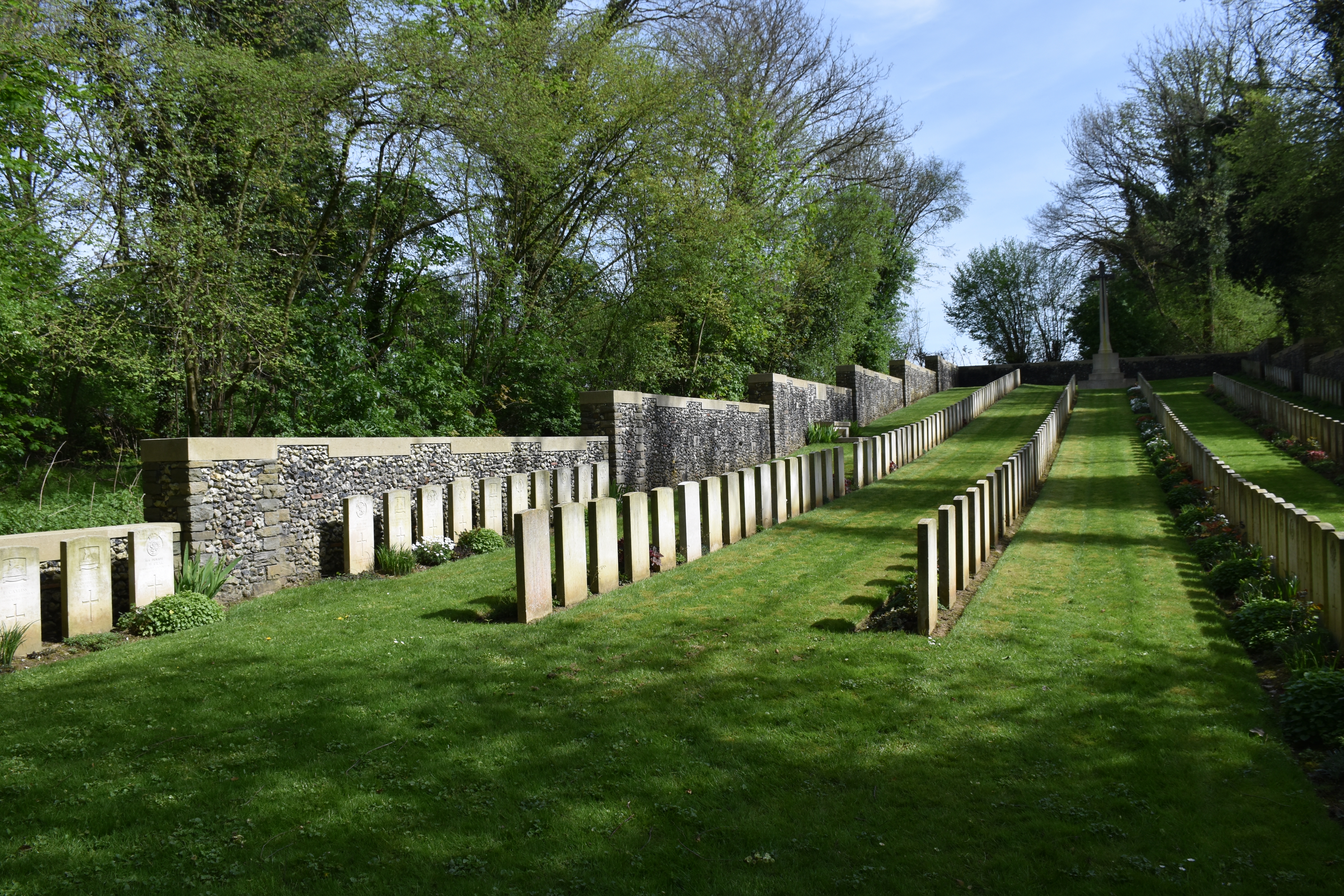
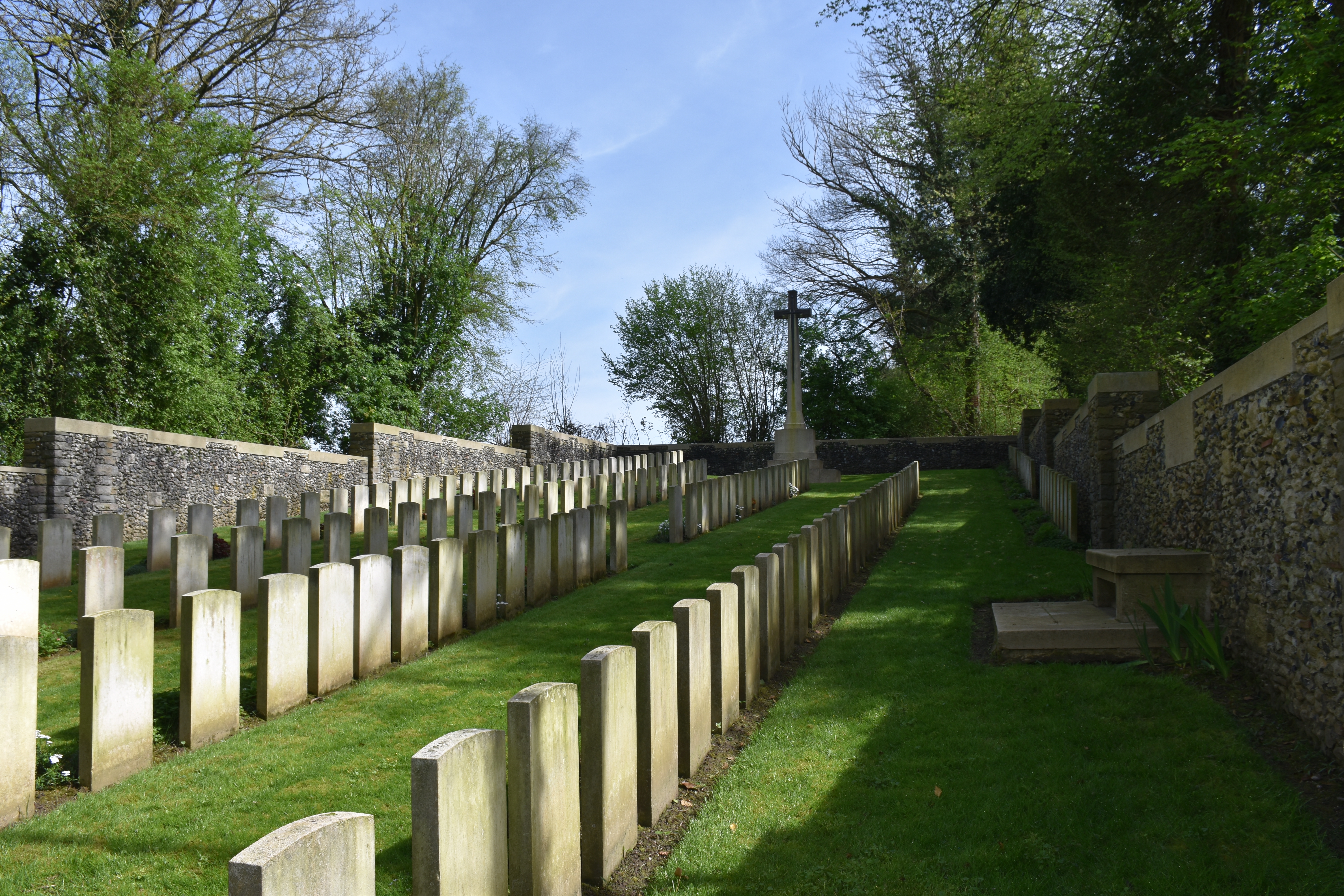
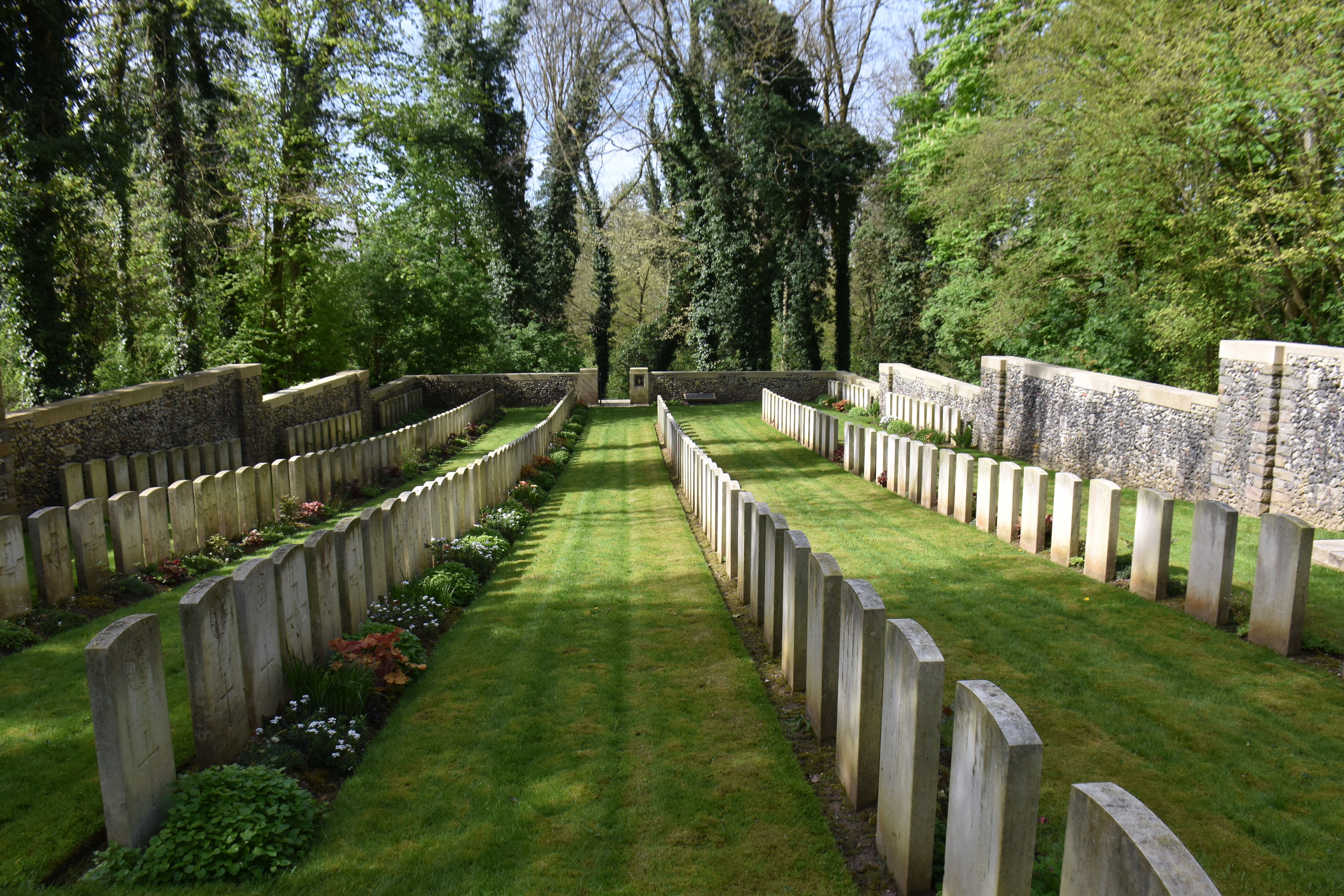
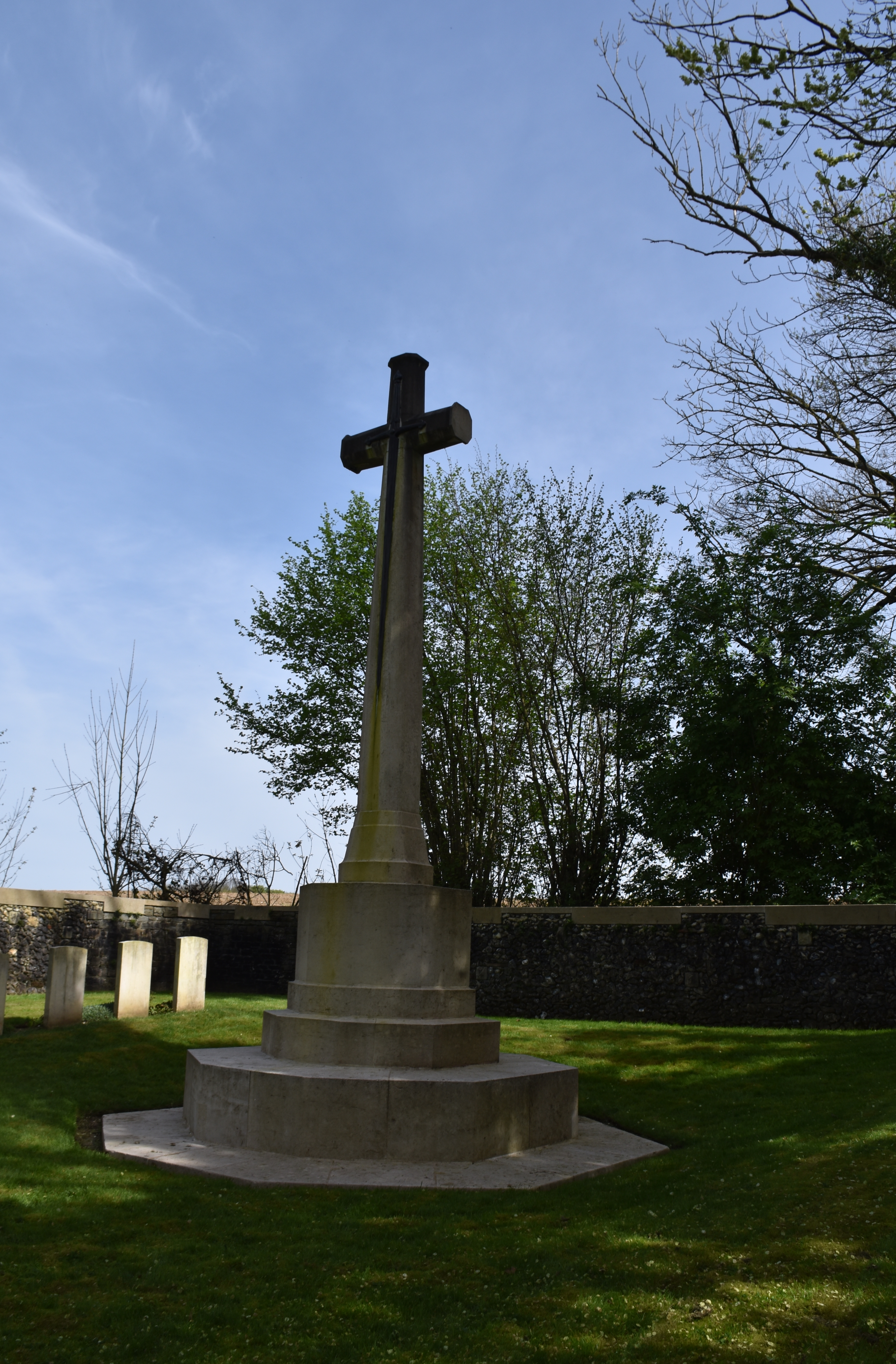
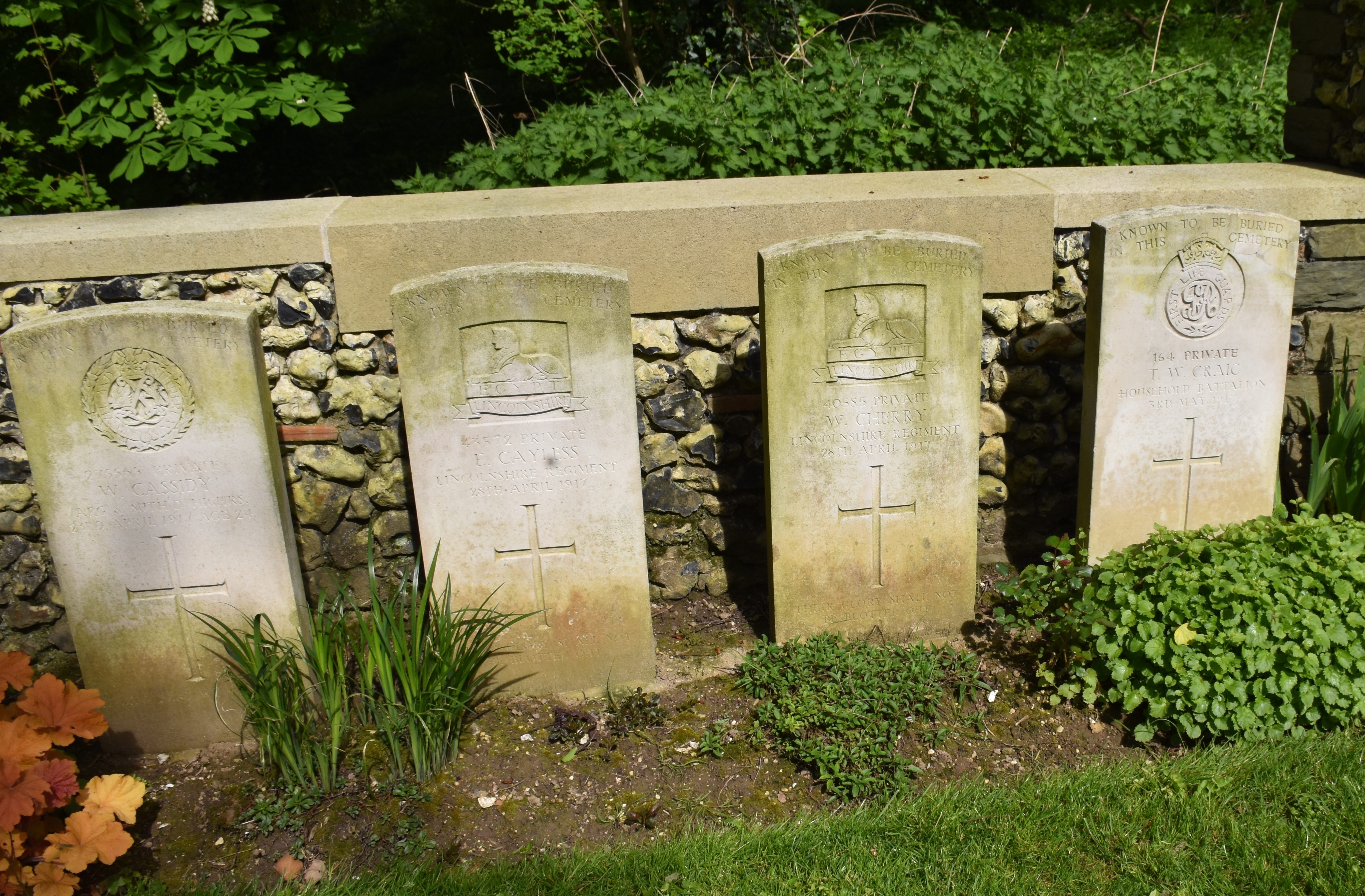
Soldats tombés en avril 1917 lors des combats pour la prise de Roeux.
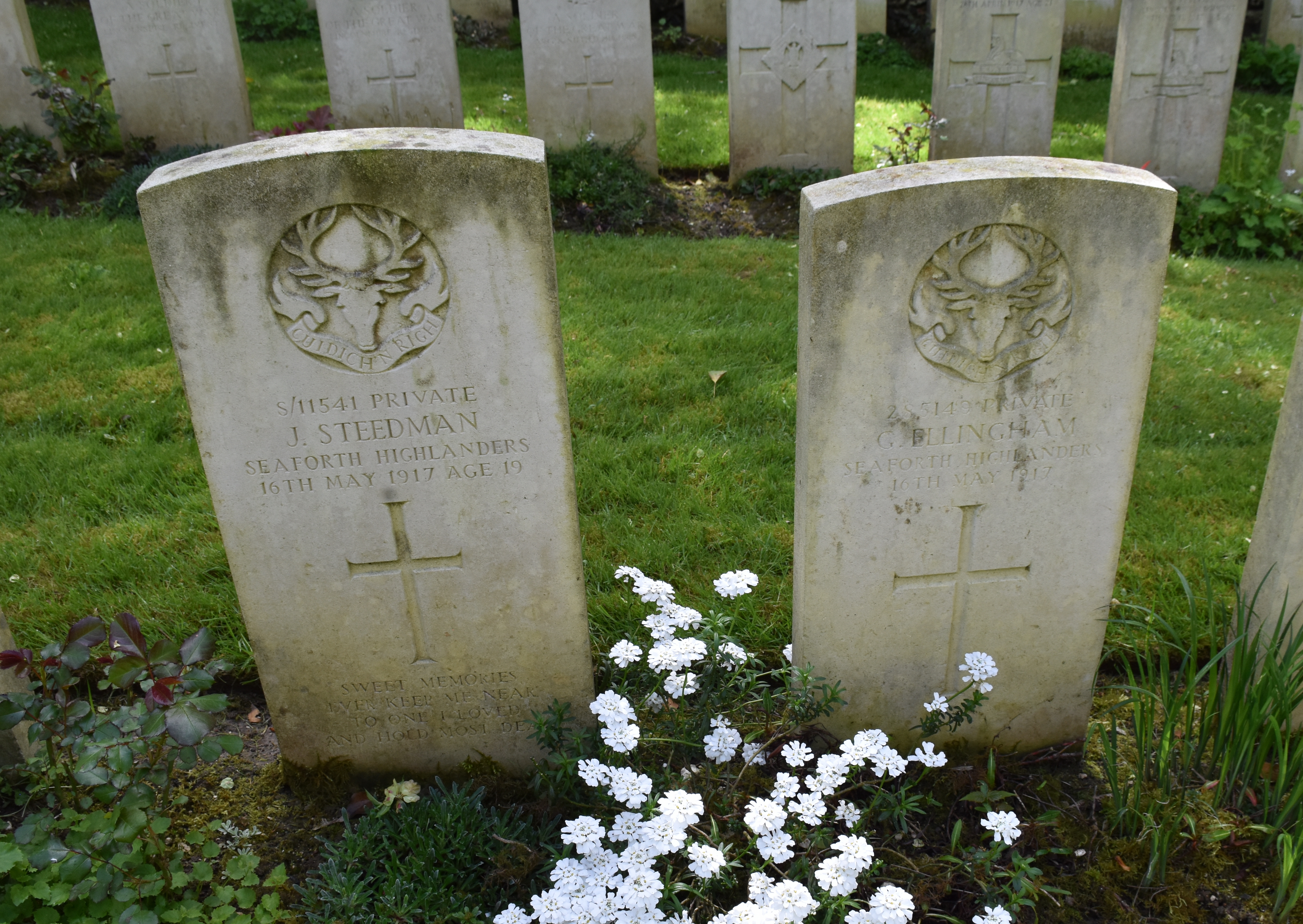